# Маддисон, Оттмар Александрович
Оттмар Александрович Маддисон (эст. Ottomar Maddison; 19 [31] марта 1879, Ревель — 30 января 1959, Таллин) — русский, эстонский и советский учёный в области технических наук и инженер-строитель. Заслуженный деятель науки Эстонской ССР (1945).

## Биография
Родился 19 (31) марта 1879 года в Ревеле.
Учился в Институте инженеров путей сообщения в Санкт-Петербурге (1899—1906). Преподавал там же с 1909 по 1921 год. В 1918 году защитил докторскую диссертацию, с 1920 года — профессор технической механики.
Преподавал также в Первой и Второй Политехнической и Военно-инженерной академиях в Санкт-Петербурге.
В 1921 году вернулся в Таллин, преподавал Таллинском техникуме, с 1930 по 1936 год также в Тартуском университете, с 1935 года — профессор механики и металлических конструкций. С 1936 по 1950 год — профессор Технического университета. В 1946 году избран действительным членом АН Эстонской ССР.
Вёл общественную работу, был председателем Совета Национальной сланцевой промышленности (1927—1931), членом Таллинского городского совета (1927—1934), членом Инженерного и Наблюдательного советов, постоянного комитета Ассоциации мостов и высотных зданий.
Проектировал большие мосты, вместе с Анджеем Пшеницким Дворцовый мост в Санкт-Петербурге и, вместе с Николаем Белелюбским, Казанский и Ульяновский железнодорожные мосты. Он также спроектировал два моста через реку Днепр, в Алма-Ате через долину реки Машат, мост в Павлодаре через Иртыш, а также железнодорожные мосты и виадуки в других местах.
В 1945 году присвоено звание заслуженного деятеля науки Эстонской ССР, но решением Президиума Верховного Совета Эстонской ССР от 16 июля 1950 года почётное звание было отозвано и восстановлено позже постановлением Верховного Совета Эстонской ССР от 27 октября 1956 года.
С 1950 года на пенсии. Умер 30 января 1959 года.
Брат — Эуген Маддисоо (1886—1954), юрист, помощник министра внутренних дел Эстонии, кавалер ордена Эстонского Красного Креста 1-го класса. Его дочь Нина (1916—1991) была замужем за советским экономистом Михаилом Николаевичем Кодресом (Кузьминым, 1916—1979), кандидатом экономических наук («Государственный бюджет и экономика буржуазной Эстонии на службе правящих классов: 1918—1934», 1969).